# Watt, Zürich
Watt är en ort i kommunen Regensdorf i kantonen Zürich i Schweiz. Den ligger cirka 9 kilometer nordväst om centrala Zürich. Orten har cirka 3 977 invånare (2021). Watt är sammanvuxet med orterna Regensdorf och Adlikon bei Regensdorf.